# Langenthal-Jura-Bahn
La Langenthal-Jura-Bahn  è una linea ferroviaria a scartamento metrico della Svizzera.

## Storia
I primi progetti per una linea ferroviaria nell'Alta Argovia risalgono al 1891, ma fu solo nel 1904 che si riuscì a costituire un comitato per la costruzione di una linea a scartamento ridotto tra Langenthal e Oensingen, il quale portò il 18 settembre 1905 alla costituzione della Aktiengesellschaft Langenthal-Jura-Bahn (LJB), con sede ad Aarwangen e partecipata dal canton Berna, dai comuni interessati e dalle vicine ferrovie Oensingen-Balsthal e Langenthal-Huttwil.
Ottenuta la concessione il 30 marzo 1906 i lavori iniziarono nel successivo mese di ottobre, e la linea fu inaugurata il 25 ottobre 1907.
Nel 1927 le FFS elettrificarono la tratta tra Soletta e Oensingen (parallela alla linea della LJB) portando alla chiusura della poco redditizia sezione tra la stazione FFS di Oensingen e il capolinea di Oensingen Schulhaus, avvenuta il 15 maggio 1928. Il 9 maggio 1943 subì la stessa sorte anche la tratta tra Niederbipp e Oensingen.
Il 10 gennaio 1959 la LJB si fuse con la vicina Langenthal-Melchnau-Bahn (LMB) costituendo la Oberaargau-Jura-Bahnen (OJB), con effetto retroattivo dal 1º gennaio 1958. Poco dopo (1º marzo 1959) l'OJB e la ferrovia Soletta-Niederbipp (SNB) stipularono un accordo di cooperazione, esteso nel 1964 alla ferrovia Biel-Täuffelen-Ins (BTI), nel 1983 alla Bielersee-Schifffahrts-Gesellschaft (BSSG) e nel 1984 alla Ligerz-Tessenberg-Bahn (LTB). Il consorzio prese nel 1985 il nome Oberaargau-Solothurn-Seeland-Transport (OSST).
A seguito di diverse assemblee sociali tenutesi tra il 17 e il 24 giugno 1999 la Regionalverkehr Oberaargau (RVO, denominazione dal 2 luglio 1990 della OJB), la BTI, la SNB e la Oberaargauischen Automobilkurse (OAK) si fusero (con effetto dal 1º gennaio 1999) nella Aare Seeland mobil (ASm), nuova esercente della linea.
Il 19 e 20 ottobre 2012 è stata inaugurata la nuova tratta Niederbipp-Oensingen, lunga 1,8 km, entrata in servizio con il cambio d'orario il successivo 9 dicembre.

## Caratteristiche
La linea, a scartamento metrico, era lunga all'apertura (1907) 15 km. È elettrificata a corrente continua con la tensione di 1.200 V. Il raggio di curva minimo è di 45 metri, la pendenza massima del 65 per mille.

### Percorso
|  |  | Continuation backward |

| Unknown route-map component "LSTR+l" | Unknown route-map component "LSTRq" | Unknown route-map component "ABZg+r" | Continuation backward |  |

| Unknown route-map component "LSTR" |  | Stop on track | Straight track |  |

| Unknown route-map component "LSTR" |  | Unknown route-map component "ABZgnl" | Unknown route-map component "ABZg+nr" |  |

| Unknown route-map component "LSTR" | Unknown route-map component "nKBSTaq" | Unknown route-map component "ABZg+nr" | Unknown route-map component "SHI1r" |  |

| Unknown route-map component "LSTR" |  | Unknown route-map component "KXBHFe-L" | Unknown route-map component "vBHF-KBHFa" |  |

| Unknown route-map component "LLSTR2" | Unknown route-map component "LLSTRc3" |  | Unknown route-map component "vSTR-" + Unknown route-map component "SPLel" | Unknown route-map component "CONTfq" |

| Unknown route-map component "LLSTRc1" | Unknown route-map component "LLSTR2+4" | Unknown route-map component "LLSTRc3" | Unknown route-map component "vCONTf-" |  |

| Unknown route-map component "LLSTRc1" | Unknown route-map component "LLSTR+4" |  |

| Unknown route-map component "tCONTgq" | Unknown route-map component "KRZo" | Unknown route-map component "tCONTfq" |

|  | Unknown route-map component "ABZgnl" | Unknown route-map component "nKBSTeq" |

| Unknown route-map component "HSTeBHF" |

| Stop on track |

| Station on track |

| Stop on track |

| Unknown route-map component "hKRZWae" |

| Unknown route-map component "eHST" |

| Station on track |

| Unknown route-map component "HSTeBHF" |

| Stop on track |

| Stop on track |

| Unknown route-map component "STR+l" | Unknown route-map component "KRZu" | Unknown route-map component "CONTfq" |

| Straight track | Straight track + Unknown route-map component "exSTR+l" + Unknown route-map component "tSTR+l" | Unknown route-map component "exCONTfq" + Unknown route-map component "tCONTfq" |

| Straight track | Unknown route-map component "exSTR" + Unknown route-map component "tSTR" |  |

| Unknown route-map component "ABZg+nl" | Unknown route-map component "ABZgnr" + Unknown route-map component "exSTR" + Unknown route-map component "tSTR" |  |

| Unknown route-map component "dSTR" | Unknown route-map component "v-STR" + Unknown route-map component "exv-SHI2r" + Unknown route-map component "tv-SHI2r" |  |

| Unknown route-map component "xvSTR" + Unknown route-map component "tv-STR" + Unknown route-map component "vKBHFa-L" | Unknown route-map component "dKBHFxe-R" |  |

| Unknown route-map component "d" | Unknown route-map component "vSTR" | Unknown route-map component "exdSTRl" | Unknown route-map component "exdSTRq" | Unknown route-map component "exSTR+r" |

| Unknown route-map component "d" | Unknown route-map component "vSTR" |  | Unknown route-map component "exHST" |

| Unknown route-map component "d" | Unknown route-map component "vSTR-HST" |  | Unknown route-map component "exSTR" |

| Unknown route-map component "d" | Unknown route-map component "vSTR" |  | Unknown route-map component "exHST" |

| Unknown route-map component "d" | Unknown route-map component "vSHI2gl" | Unknown route-map component "exdSTR+l" + Unknown route-map component "dSHI2+r" | Unknown route-map component "exdHSTq" | Unknown route-map component "exSTRr" |

|  | Unknown route-map component "vBHF-L" | Unknown route-map component "dKBHFxe-R" |  |  |

| Unknown route-map component "CONTgq" | Unknown route-map component "vSTRr-STR" | Unknown route-map component "exdSTR" |  |  |

| Unknown route-map component "v-STRl" | Unknown route-map component "xdKRZ" | Unknown route-map component "CONTfq" |

| Unknown route-map component "exHST" |

| Unknown route-map component "exhKRZWae" |

| Unknown route-map component "exHST" |

| Unknown route-map component "exKBHFe" |

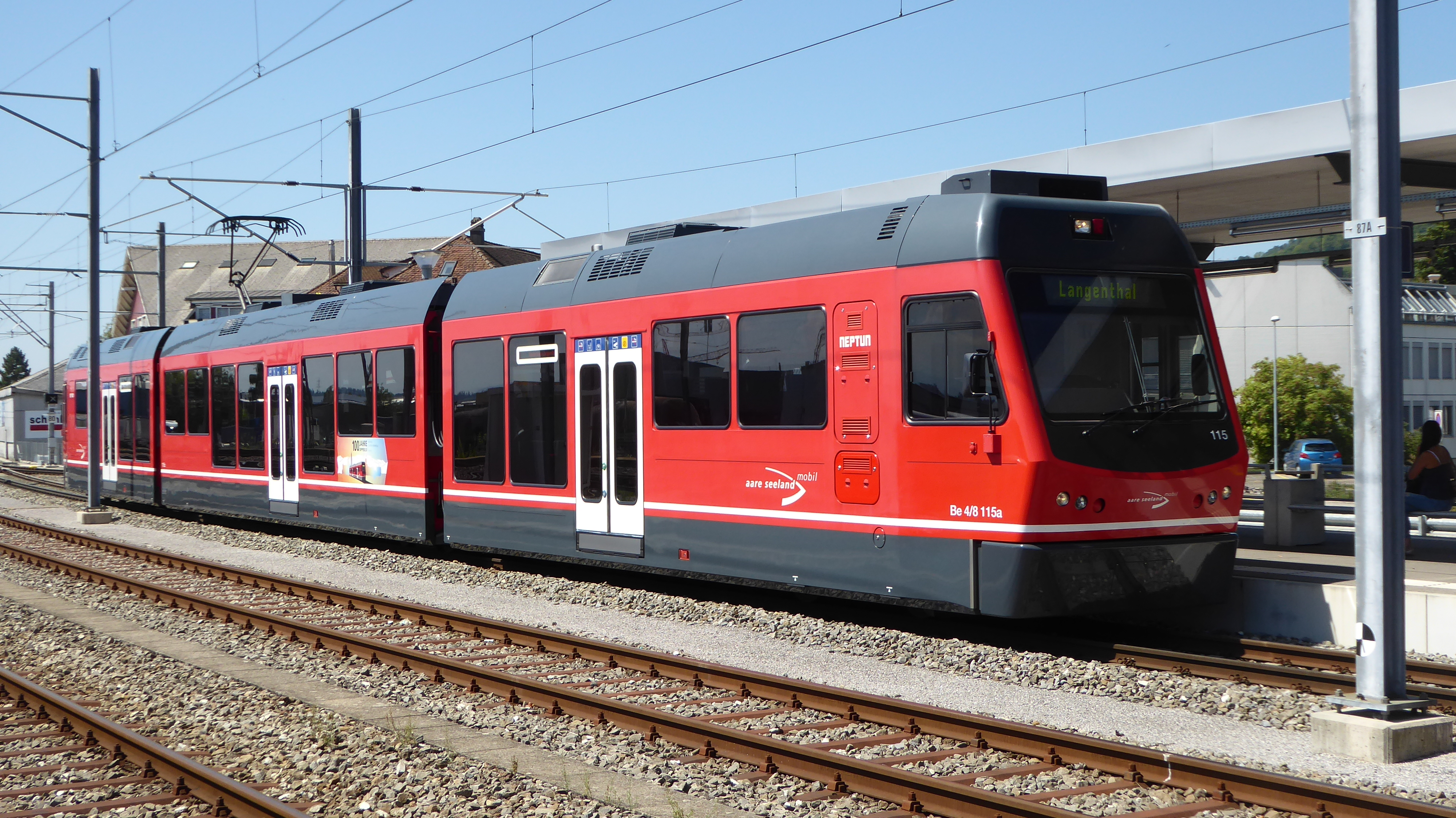
Un convoglio ad Oensingen

La linea parte dalla stazione di Langenthal, ed ha il primo tratto (fino alla fermata Langenthal Gaswerk) in comune alla linea per St. Urban. La ferrovia tocca quindi Aarwangen. Attraversato l'Aar si giunge a Niederbipp, dove si congiunge alla linea da Soletta. Fino al 1943 la linea proseguiva in sede stradale sino alla stazione di Oensingen; la sezione soppressa nel 1928 attraversava a livello la ferrovia Oensingen-Balsthal, superava il fiume Dünnern ed attraversava il centro di Oensingen fino alle scuole.
La tratta inaugurata nel 2012 tra Niederbipp e Oensingen è in sede propria, parallela alla linea FFS.

## Materiale rotabile
All'apertura il materiale rotabile consisteva in due elettromotrici a carrelli con vano bagagliaio (CFe 4/4 1÷2), due elettromotrici a due assi (Ce 2/2 11÷12), due carrozze (C 21÷22) e quattro carri merce (K 31÷32 e L 41÷42). Tutti i rotabili erano costruiti dalla praghese Ringhoffer con parte elettrica della svizzera Alioth.
Nel 1908 fu acquisito un locomotore-bagagliaio (Fe 4/4 51) anch'esso realizzato da Ringhoffer ed Alioth, e due carrozze (C 23÷24) costruite dalla Schlieren. L'anno successivo entrarono in servizio due carrelli trasbordatori (OR6 61÷62), i primi ad essere impiegati da una ferrovia privata svizzera, realizzati dalla Both & Tilmann di Dortmund. Il parco rotabili si ampliò nel 1912-1913 con tre rimorchiate passeggeri (C 25÷27) provenienti dalla tranvia Mulhouse-Wittenheim.
Con l'apertura delle linee per Melchnau e Soletta i rotabili della LJB furono aggiornati con l'installazione di un respingente centrale e del gancio tipo +GF+, permettendo l'utilizzo dei rotabili indifferentemente sulle linee LJB, LMB e SNB. Nel 1930 le elettromotrici CFe 4/4 1÷2 e Ce 2/2 12 furono trasformate per l'esercizio ad agente unico, mentre nel 1945 la presa di corrente ad archetto fu sostituita da quella a pantografo.
L'elettromotrice Ce 2/2 12 è conservata dalla Blonay-Chamby.
Nel 1955 furono acquistate dalla cessata Elektrische Strassenbahnen im Kanton Zug (ESZ) tre elettromotrici realizzate da Schlieren ed Oerlikon, immatricolate come BDe 4/4 7÷9.
Nel 1963 furono ordinati nuovi convogli in società con la SNB, consegnati tre anni dopo: due elettromotrici (Be 4/4 81÷82) e una rimorchiata pilota (Bt 101). Nel 1974 fu rilevata dalla cessata ferrovia Biasca-Acquarossa l'elettromotrice Be 4/4 80 (costruita nel 1963 da Schlieren e Sécheron).
Per il servizio merci fu acquistata nel 1987 il locomotore-bagagliaio De 4/4 121, realizzato da Stadler, SIG e Brown Boveri.
Dal 2008 la Stadler ha consegnato all'ASm una serie di elettrotreni a tre casse (Be 4/8 110÷115, soprannominati dal costruttore "Star").